# 15 Eunomia
15 Eunomia este un asteroid din centura de asteroizi. A fost descoperit de astronomul Annibale de Gasparis la 29 iulie 1851. 

## Denumire
Eunomia a fost numit după Eunomia, o zeiță minoră a legii și a legislației, una din Horae, considerată ca fiind fiica lui Themis și a lui Zeus. 

## Descriere
15 Eunomia este unul dintre cei doisprezece cei mai mari asteroizi din centura principală. Este și cel mai mare membru al familiei care-i poartă numele. Acești asteroizi sunt constituiți din silicați, nichel și fier și au culoare deschisă.
Primii asteroizi descoperiți au primit câte un simbol astronomic, iar cel al Eunomiei este .
Masa lui este de circa 1% din cea a centurii de asteroizi.

## Orbita
15 Eunomia prezintă o orbită caracterizată de o semiaxă majoră egală cu 2,6436898 u.a. și de o excentricitate de 0,1861777, înclinată cu 11,75361° în raport cu ecliptica.